# Pěsti ve tmě
Pěsti ve tmě je československé sportovní filmové drama z roku 1987 režiséra Jaroslava Soukupa. Příběh byl volně inspirován příběhem boxera Vildy Jakše, který zahynul jako příslušník 311. perutě RAF za 2. světové války.

## Děj
Příběh se odehrává v roce 1936. Mladý a nadějný český boxer Vilda Jakub prohraje svůj zápas s německým šampionem Kurtem Schallerem, protože Vildův trenér nepochopitelně zasáhne do zápasu. Celá veřejnost ale zpochybňuje výsledek zápasu, a proto se má v Praze uskutečnit odveta. Mezitím se zvedá namyšlenost a pocit nadřazenosti německého národa, který tímto zápasem hodlá potvrdit svoji dominanci. Proto se Vildu pokouší rozhodit a vystrašit natolik, aby v zápase prohrál. Výsledek zápasu má ale obrovskou hodnotu.  

## Obsazení
| Marek Vašut        | boxer Vilda Jakub, mistr Československa |
| Josef Nedorost     | boxer Kurt Schaller, mistr Německa      |
| Eliška Balzerová   | filmová herečka Ema Gabrielová          |
| Ferdinand Krůta    | trenér Kadlec zvaný Dědek               |
| Josef Vinklář      | manažer Krakowski                       |
| Pavel Nový         | bývalý boxer Tommy                      |
| Jana Krausová      | zdravotní sestra Blanka Adamová         |
| Evelyna Steimarová | Zrzka                                   |
| Čestmír Řanda      | činovník boxerské Unie Fiedler          |
| Robert Vrchota     | vrchní ve vinárně                       |
| Karel Heřmánek     | Fous, Vildův kamarád                    |
| Wladyslaw Kowalski | docent Vícha                            |
| Oldřich Slavík     | obchodník Albert Schulz                 |
| Josef Štefl        | německý lékař MUDr. Klaus Herrman       |
| Jiří Tomek         | Adler                                   |
| František Kovár    | emisar gestapa (mluví František Němec)  |
| Zdeněk Ornest      | filmový režisér                         |
| Ivo Niederle       | provokatér ve výčepu                    |
| Josef Patočka      | činovník u váhy                         |
| Antonín Molčík     | rozhlasový reportér                     |
| Jiří Klem          | filmový herec                           |